# Кубок обладателей кубков КАФ 1982
Кубок обладателей кубков КАФ 1982 года — 8-й розыгрыш клубного футбольного турнира КАФ. В турнире приняли участие обладатели Кубков из 33 африканских стран. Победителем стал египетский клуб «Мокавлун».

## Предварительный раунд
| Команда 1 | Итог | Команда 2       | 1-й матч | 2-й матч |
| --------- | ---- | --------------- | -------- | -------- |
| Зундурма  | 3-4  | Гарде Насьональ | 3-0      | 0-4      |

## Первый раунд
| Команда 1            | Итог        | Команда 2       | 1-й матч | 2-й матч |
| -------------------- | ----------- | --------------- | -------- | -------- |
| Бендел Иншурэнс      | 3-0         | Агаза           | 2-0      | 1-0      |
| КАРА                 | 1-2         | УСМ Алжир       | 1-0      | 0-2      |
| Кофи Юнайтед         | 0-2         | Пауэр Дайнамоз  | 0-0      | 0-2      |
| Дешпортиву ди Мапуту | —           | Принтинг Аженсю | —        | —        |
| Атлетику Авиасан     | 0-0 (4-5 п) | Вита            | 0-0      | 0-0      |
| Эла Нгуема           | 1-8         | Юнион Дуала     | 0-2      | 1-6      |
| ФК 105               | 3-3         | Гбесия          | 1-1      | 2-2      |
| Гарде Насьональ      | 0-3         | Дюнамо          | 0-1      | 0-2      |
| Гор Махиа            | —           | Динамо          | 2-3      | —        |
| Хай Эль-Араб         | 2-4         | Мокавлун        | 1-1      | 1-3      |
| Камбой Иглс          | 0-10        | Африка Спорт    | 0-4      | 0-6      |
| Роверс               | 0-2         | КАПС Юнайтед    | 0-1      | 0-1      |
| Майти Барол          | 0-1         | АС Полис        | 0-0      | 0-1      |
| Мукура Викторю Спорт | 0-8         | Пан Африкан     | 0-4      | 0-4      |
| Рекуин де Л’Атлантик | 0-1         | Джолиба         | 0-0      | 0-1      |
| Уоллидан             | 2-4         | Хартс оф Оук    | 1-0      | 1-4      |

## Второй раунд
| Команда 1       | Итог        | Команда 2            | 1-й матч | 2-й матч |
| --------------- | ----------- | -------------------- | -------- | -------- |
| Мокавлун        | 5-2         | Дешпортиву ди Мапуту | 3-2      | 2-0      |
| Бендел Иншурэнс | 3-3 (г.в.)  | УСМ Алжир            | 3-1      | 0-2      |
| КАПС Юнайтед    | 4-3         | Динамо               | 1-1      | 3-2      |
| Дюнамо          | 1-3         | Африка Спорт         | 1-2      | 0-1      |
| Пан Африкан     | 1-1 (3-5 п) | Пауэр Дайнамоз       | 1-0      | 0-1      |
| АС Полис        | 1-1 (3-4 п) | Хартс оф Оук         | 1-0      | 0-1      |
| Юнион Дуала     | 0-4         | Джолиба              | 0-1      | 0-3      |
| Вита            | 4-0         | ФК 105               | 4-0      | 0-0      |

## Четвертьфиналы
| Команда 1    | Итог | Команда 2      | 1-й матч | 2-й матч |
| ------------ | ---- | -------------- | -------- | -------- |
| Африка Спорт | 2-3  | Мокавлун       | 2-0      | 0-3      |
| КАПС Юнайтед | 1-5  | Пауэр Дайнамоз | 1-2      | 0-3      |
| УСМ Алжир    | 2-3  | Хартс оф Оук   | 2-1      | 0-2      |
| Вита         | 0-1  | Джолиба        | 0-0      | 0-1      |

## Полуфиналы
| Команда 1      | Итог | Команда 2    | 1-й матч | 2-й матч |
| -------------- | ---- | ------------ | -------- | -------- |
| Мокавлун       | 3-2  | Хартс оф Оук | 1-1      | 2-1      |
| Пауэр Дайнамоз | 2-1  | Джолиба      | 2-1      | 0-0      |

## Финал
Первый матч состоялся 21 ноября, ответный — 3 декабря 1982 года.
| Команда 1      | Итог | Команда 2 | 1-й матч | 2-й матч |
| -------------- | ---- | --------- | -------- | -------- |
| Пауэр Дайнамоз | 0-4  | Мокавлун  | 0-2      | 0-2      |

## Чемпион
| Победитель Кубок обладателей кубков КАФ 1982 |
| -------------------------------------------- |
| Мокавлун 1-й титул                           |